# Masolino

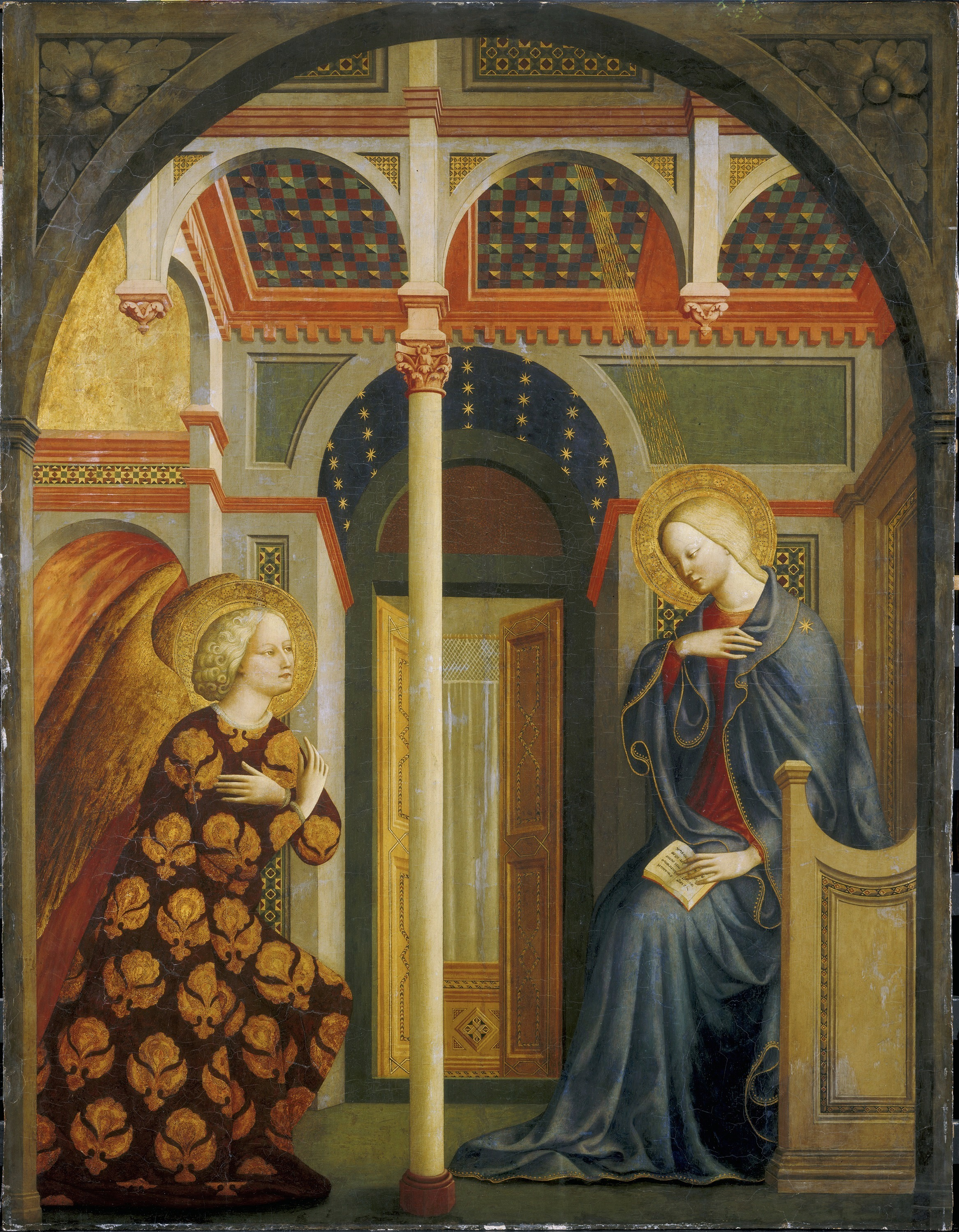
A Anunciação

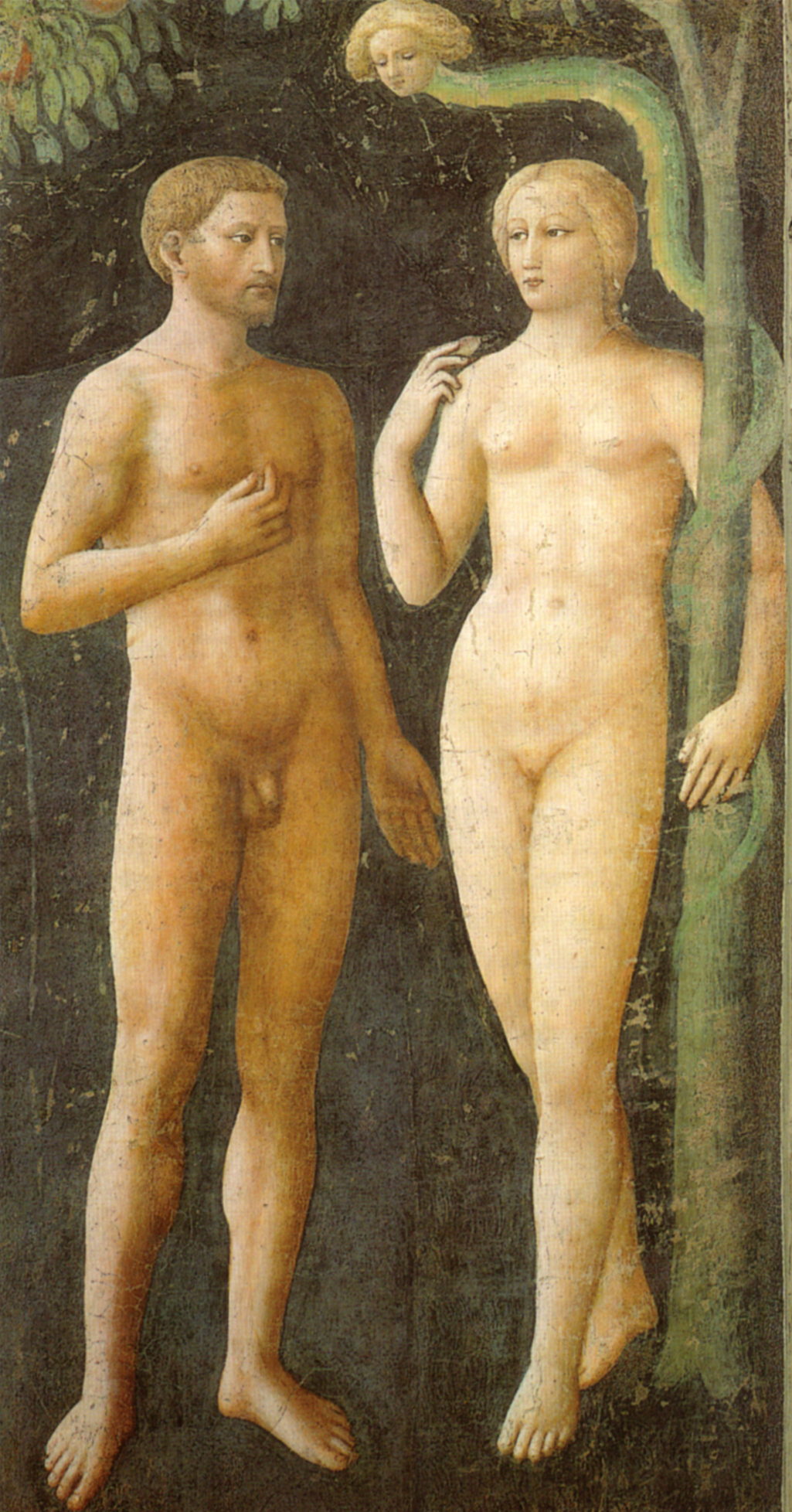
A Tentação de Adão e Eva, Capela Brancacci, Florença

Masolino da Panicale (ou simplesmente Masolino) (1383 - 1447) foi um pintor italiano do começo do Renascimento. 

## Vida
Masolino ("Little Tom") possivelmente nasceu em Panicale, perto de Florença. Ele pode ter sido assistente de Ghiberti em Florença entre 1403 e 1407.  Em 1423, juntou-se à guilda florentina Arte dei Medici e Speziali (Médicos e Boticários), que incluía pintores como um ramo independente. Ele pode ter sido o primeiro artista a criar pinturas a óleo na década de 1420, em vez de Jan van Eyck na década de 1430, como se supunha anteriormente. Ele passou muitos anos viajando, incluindo uma viagem à Hungria de setembro de 1425 a julho de 1427 sob o patrocínio de Pipo de Ozora, um capitão mercenário. Ele foi selecionado pelo Papa Martinho V (Oddone Colonna) no retorno do papado a Roma em 1420 para pintar o retábulo para a capela de sua família na Basílica de Santa Maria Maggiore, e mais tarde pelo cardeal Branda da Castiglione para pintar a Capela de Santa Catarina na Basílica de São Clemente, Roma. Nesse ínterim, ele colaborou com seu colega mais novo, Masaccio, para pintar os afrescos na Capela Brancacci na Basílica de Santa Maria del Carmine, Florença, que foram muito admirados por colegas artistas ao longo do século XV. Ele pintou um ciclo de 300 figuras históricas famosas no Palácio Orsini em Roma por volta de 1433-34 e também trabalhou em Todi. Ele passou seus últimos anos, depois de 1435, trabalhando para o cardeal Branda Castiglione em Castiglione Olona.

## Obras
Suas obras incluem:
- Madonna e o Menino (1423)
- A Virgem e o Menino com Santa Ana (1424) pintado para a Igreja de Sant'Ambrogio, em Florença.
- Papa Gregório e São Matias (c.1425), para um tríptico na Santa Maria Maior
- Um altar da Anunciação (1425/1430) para a Capela Guardini na Igreja de San Niccolò Oltrarno, Florença
- Afrescos da "Vida de São João Batista" na Castiglione Olona, norte da Itália

Giorgio Vasari incluiu sua biografia na obra Vidas.